# 工程科學系
工程科學系（英語：Department of Engineering Science），簡稱工科系。是綜合性大學的一門科系，隸屬於原子科學院、工學院或電資學院的學系，涵蓋核能工程、材料工程、機械工程、電機工程、資訊工程等系所基礎課程的整合性科系。

## 相關單位
目前台灣擁有工程科學系和研究所的大學有：
- 國立台灣大學工程科學及海洋科學系
- 國立清華大學工程與系統科學系
- 國立成功大學工程科學系

而其中除了成功大學工程科學系一開始便稱作工程科學系，其餘校系皆為後來改名而成，如清大工科系原名為核子工程系，而台大工科系原為造船工程系。
工程科學系於世界各地諸多大專院校均有設立，例如哈佛大學、麻省理工學院、北京大學等校。
擁有三種含以上不同領域之工程師及研究員人才，可說是最常代表工程科學系的工作者及服務內容，如：
- 機械工程：從事機構設計、模擬分析、研發工程師、半導體設備及製程（整合）工程師、廠務工程師等。

- 電機工程：從事IC設計、自動控制、網路通訊、半導體工程師等。

- 資訊工程：從事程式撰寫、研發軟體、系統整合、網頁設計等。